# ورزشگاه ماپی – چیتا دل تریکولوره
ورزشگاه ماپی – چیتا دل تریکولوره (تلفظ ایتالیایی: [tʃitˈta ddel trikoˈloːre]) ورزشگاهی چند منظوره در شهر رجیو امیلیا در کشور ایتالیا است.